# Fritz Pelikan
Fritz Pelikan (* 30. Oktober 1934 in Graz; † 29. Dezember 1996 ebenda) war ein österreichischer Politiker (ÖVP) und Industrieangestellter. Pelikan war von 1971 bis 1983 Abgeordneter zum österreichischen Nationalrat.
Pelikan besuchte nach der Volksschule die Mittelschule und legte die Matura ab. Er studierte zwei Semester an der Montanistischen Hochschule und danach von 1957 bis 1961 Rechte an der Universität Graz. 1961 promovierte er zum Doktor. Pelikan war acht Jahre im Dienst der Bundespolizei und ein Jahr im höheren Verwaltungsdienst. Ab 1962 war er Angestellter der Vereinigung Österreichischer Industrieller der Landesgruppe Steiermark. Pelikan war Mitglied der Landesleitung Steiermark des Österreichischen Wirtschaftsbundes und vom 4. November 1971 bis zum 1. Jänner 1983 Abgeordneter zum Nationalrat. 